# Paripocregyes terminaliae
Paripocregyes terminaliae là một loài bọ cánh cứng trong họ Cerambycidae.